# Maryline Martin
Maryline Martin est une journaliste et une auteure littéraire de langue française, née le 18 avril 1967 à Angoulême. Spécialisée dans la place des femmes dans l'Histoire de France, notamment à la Belle Époque, elle vit aujourd'hui à Paris.

## Biographie
En sa qualité de journaliste littéraire sur une radio libre parisienne, Maryline Martin rencontre de nombreux auteurs de romans. Ceux-ci l’ont encouragée, en raison de la qualité de ses chroniques, à se lancer dans la littérature. Le rôle et la place des femmes dans l'Histoire sont des thèmes majeurs pour l'élaboration de ses ouvrages.
Maryline Martin est membre de la Maison des écrivains et de la littérature, de la Société des Gens de Lettres  et de la Sofia.
En 2013, elle signe son premier ouvrage, intitulé, Les Dames du Chemin, un ensemble de nouvelles préfacé par Jean-Pierre Verney, historien français spécialisé dans la Première Guerre mondiale, qui reconnait une certaine qualité historique à son récit
Elle est également l'auteure d'un ouvrage biographique sur Louise Weber, alias La Goulue, publiée en 2019, et qui voit son origine dans son admiration pour le peintre Henri de Toulouse-Lautrec. Maryline Martin précise au cours d'une interview que « La Goulue était une féministe, souhaitant s’émanciper des principes du code civil qui, à la Belle Époque, faisait de la femme une mineure » Remarquée par la Mairie du 18ème arrondissement de Paris (ou se situe la butte Montmartre) à l'occasion de la sortie de ce livre, elle enregistre au Moulin-Rouge un portrait d'écrivain, l'établissement lui ayant permis d'obtenir de la documentation sur cette danseuse de cancan parisien et notamment son journal intime.

## Œuvres

### Romans
- Les Dames du Chemin[5],[9], préfacé par Jean-Pierre Verney Éditions Glyphe 2013  (ISBN 2-3581-5099-1) Édition enrichie 2015  (ISBN 2-3528-5092-4)
Recueil de nouvelles sur la Première Guerre mondiale.
- L'Horizon de Blanche Éditions Glyphe 2015  (ISBN 2-3581-5164-5)
Court roman ou novella qui aborde la question de la condition féminine durant la période 1900 - 1918[10].
- La vie devant elles préfacé par Hubert de Maximy Éditions Glyphe 2017 (ISBN 2-3581-5204-8)
Recueil de quinze nouvelles, présentant l'histoire de quinze femmes différentes[11].
- Brassens, Jeanne et Joha, roman biographique, préfacé par Jeanne Corporon Delpon (fille de Henry Delpon) Éditions du Rocher, 2021  (ISBN 978-2-268-10577-2) mettant  en lumière deux femmes, deux amours clandestines, qui ont influencé l'œuvre de Georges Brassens : Jeanne Planche et Joha Heiman.

Entre passé et présent, est évoquée la carrière du roi Jo, l’irrévérencieux, le perfectionniste, dont plus de la moitié du répertoire est dédié à la Femme. Un hommage à Jeanne et Joha, qui ont inspiré ses plus belles chansons : "La non demande en mariage", "J’ai rendez-vous avec vous", "Saturne", "La cane de Jeanne", "La Jeanne"...
- Ce récit roman devient un des « Coups de cœur » de la journaliste Valérie Expert et du libraire Gérard Collard, lors de l'émission diffusée sur Sud Radio[12].

### Biographie

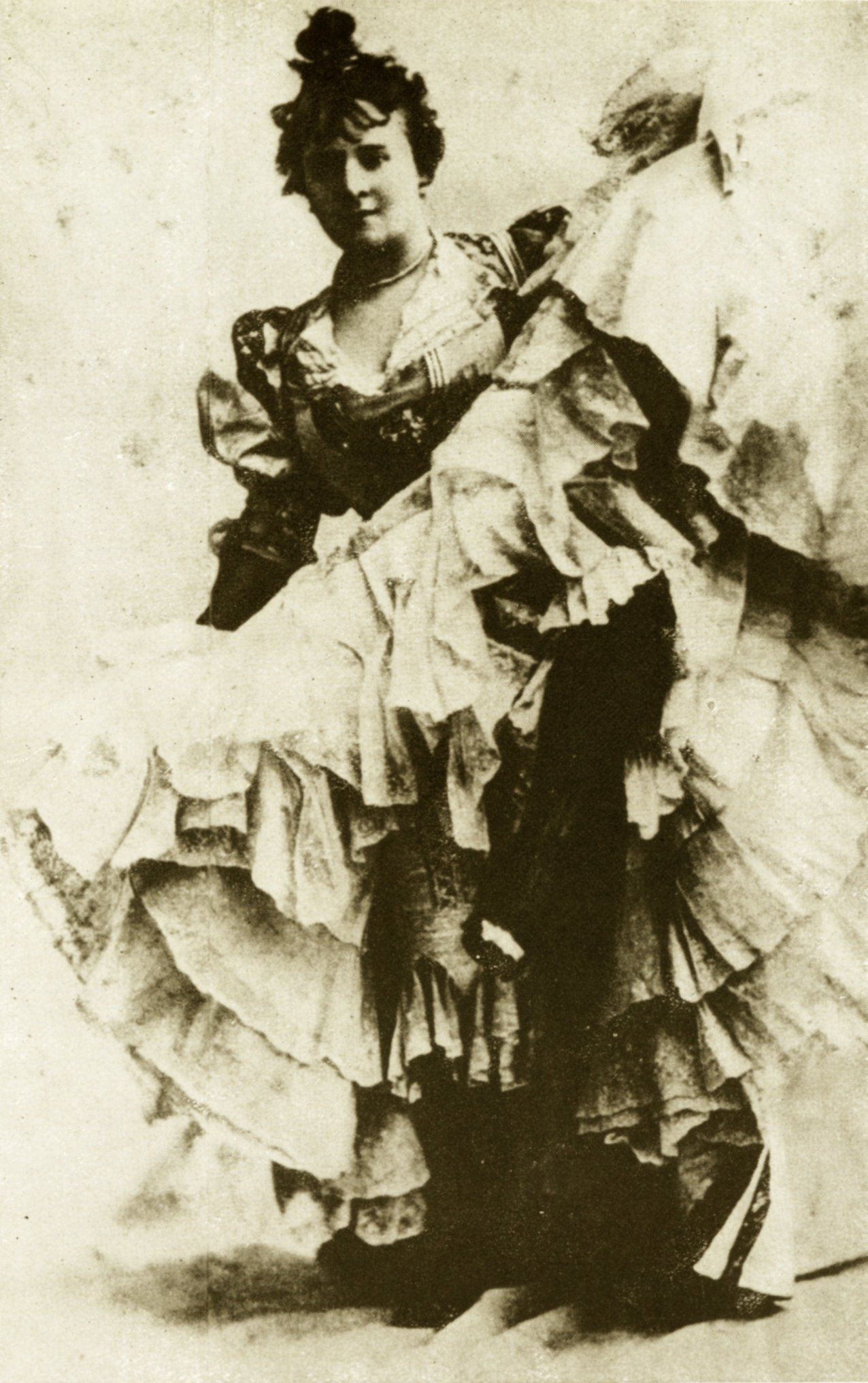
Louise Weber, alias La Goulue

- La Goulue. Reine du Moulin Rouge Éditions du Rocher, coll. « Actualité-documents-Histoire » 2019  (ISBN 2-2681-0120-7).
Sortie en poche le 1er septembre 2020, aux Éditions du Rocher, coll. « Actualité-documents-Histoire » 2020  (ISBN 2-2681-0391-9).
Sortie en anglais sous le titre : * The Queen of Moulin Rouge. Her story le 31 mai 2021, aux Éditions Mosaïcpress, traduit par Léonard Rosmarin.
Sortie en roumain sous le titre : * La Goulue. Regina de la Moulin Rouge aux Editions Corint traduit par Alina Pavelescu.
Sortie en estonien sous le titre * La Goulue. Moulin Rouge’I kuninganna le 16 décembre 2022 aux Éditions Tänapäev traduit par  Sirje Keevallik. 
Dès sa parution, le livre devient un des « Coups de cœur » du libraire Gérard Collard, lors de l'émission diffusée sur Sud-Radio[13].
Le 12 juillet 2021, Maryline Martin inaugure avec la municipalité du 18ème arrondissement et le collectif " PARIS CANCAN l'Armée des Roses , un jardin portant le nom de Louise Weber dite La Goulue, situé rue Burcq[14].

## Distinctions
- Prix de la Région (Normandie) 2019 pour La Goulue. Reine du Moulin Rouge;
- Finaliste Prix Litter'Halles 2018  pour La Vie devant Elles[15];
- Prix des lecteurs de la bibliothèque de la Ville d'Aumale 2017 pour La vie devant Elles;
- Prix des Collégiens Ville d'Aumale 2017 (La vie devant Elles);
- Sélection Prix de la Ville de Romilly sur Andelle pour L'Horizon de Blanche;
- Prix de la sénatrice Seine Maritime 2015 pour Les Dames du Chemin;
- Prix de la Nouvelle La Femme Renard 2014 pour Les Dames du Chemin;
- Prix des lecteurs de la bibliothèque Ville d'Aumale 2013 pour Les Dames du Chemin;
- Sélection SGDL Prix Dubreuil pour Les Dames du Chemin;
- Finaliste Prix Boccace 2014 pour Les Dames du Chemin[16];
- Finaliste Prix Ozoir Elles 2013 pour "Les Dames du Chemin.

## Médias
Lors de son émission radiophonique, Hondelatte raconte diffusée sur Europe 1 (saison 2018-2019), consacrée à La Goulue, le journaliste Christophe Hondelatte a reçu Maryline Martin pour évoquer son ouvrage sur la célèbre danseuse.
Maryline Martin a présenté son ouvrage L’horizon de Blanche, lors de l'émission de télévision C'est à lire diffusé par France 3 Normandie et présentée par Philippe Goudé.